# Полиевкт (пьеса)
«Полиевкт» (фр. Polyeucte) — трагедия в стихах французского драматурга Пьера Корнеля, впервые поставленная на сцене в 1643 году. Основана на жизни Полиевкта Мелитинского. Её относят ко «второй манере». Вместе с «Теодорой» «Полиевкт» составляет своеобразную «христианскую дилогию».
Действие пьесы происходит на Востоке в середине III века н. э. Армянский аристократ Полиевкт принимает христианство, ради религии отказывается от супружеского счастья с Паулиной и добровольно принимает мученическую смерть. Паулина, в свою очередь, ради Полиевкта отвергает своего возлюбленного Севера, а после гибели мужа тоже становится христианкой.
Никола Буало и некоторые другие критики считали «Полиевкта» лучшей из пьес Корнеля. Современные исследователи констатируют, что религиозный экстаз главного героя слишком неестественен, сюжет слишком сложен и надуман. Пьеса создана явно под влиянием Контрреформации.
Сальвадоре Каммарано создал на основе пьесы либретто, по которому написана опера Доницетти «Полиевкт» (1838).